# كأس أرمينيا 1992
كأس أرمينيا 1992 هو الموسم 1 من كأس أرمينيا. أقيم خلال الفترة 4 أبريل 1992 وحتى 28 مايو 1992، وأشرف على تنظيمه اتحاد أرمينيا لكرة القدم، وكان عدد الأندية المشاركة فيه 31، وفاز فيه نادي بانانتس.